# Daniel Gotthilf Moldenhawer
Daniel Gotthilf Moldenhawer (* 11. Dezember 1753 in Königsberg; † 21. November 1823 in Kopenhagen) war ein deutscher evangelischer Theologe, Philologe, Bibliothekar und Bibelübersetzer.

## Leben
Als Sohn des Theologen Johann Heinrich Daniel Moldenhawer empfing er eine Ausbildung am Königsberger Collegium Fridericianum (unter Herder), am Hamburger Johanneum und an der Universität Göttingen (bei Christian Gottlob Heyne, Johann David Michaelis, Christian Wilhelm Franz Walch).
1777 wurde er Professor für Theologie und Orientalische Sprachen in Kiel. Auf Empfehlung des mit Moldenhawer verschwägerten Johann Andreas Cramers erhielt er vom dänischen Königshof ein dreijähriges Reisestipendium und erschloss so Bibelhandschriften in Spanien. 1784 wurde er Professor für Kirchengeschichte und Dogmatik an der Universität Kopenhagen und trug zum Siegeszug des Rationalismus in Dänemark bei. 1786 sandte man Moldenhawer ein weiteres Mal nach Spanien, diesmal in geheimer diplomatischer Mission.

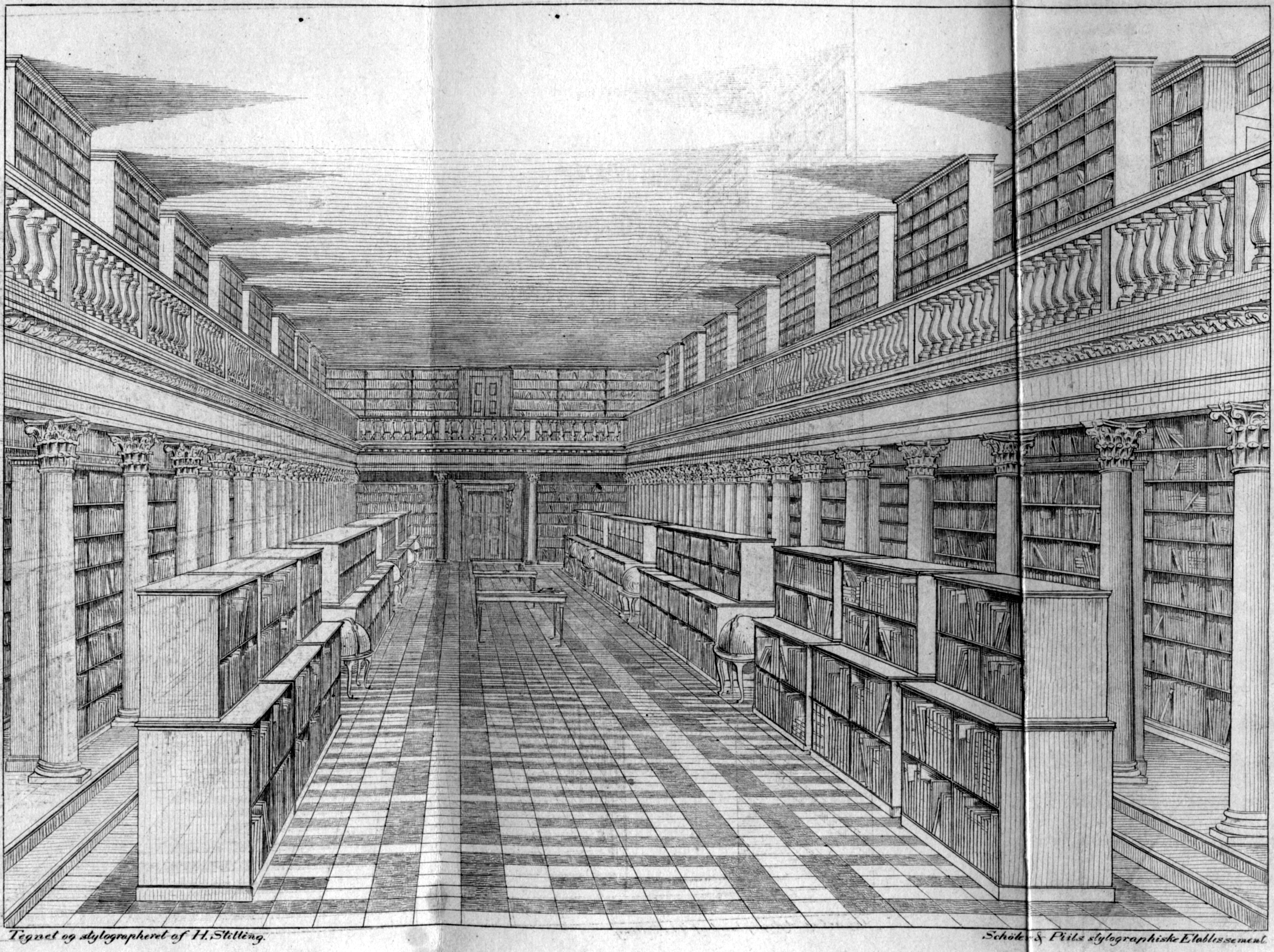
Dänische Königliche Bibliothek

Ab 1788 war Moldenhawer Oberbibliothekar der Dänischen Königlichen Bibliothek. Unter seiner Leitung verdreifachte sich der dortige Buchbestand auf 250.000 Bände, und nach Moldenhawers Tod konnte die Bibliothek einen Teil seiner 12.000 Bände umfassenden Privatbibliothek erwerben.
Moldenhawer war Freimaurer und Illuminat. Er erhielt zahlreiche Ehrungen; so wurde er 1809 Ritter des Königlich-Dänischen Dannebrog-Ordens. Seit 1798 war er Mitglied der Königlich Dänischen Akademie der Wissenschaften. 1790/91 und 1799/1800 amtierte er als Rektor der Universität Kopenhagen.

## Werke
- Das Buch Hiob übersetzt und erklärt, 2 Bde., Leipzig 1780/81
- Die Bibel in ihrer wahren Gestalt, für ihre Freunde und Feinde, 3 Bde., Halle 1786/87 (anonym; Hartmut Hövelmann schreibt es in Kernstellen der Lutherbibel Moldenhawer zu)
- Prozeß gegen den Orden der Tempelherren. Aus den Originalacten der päpstlichen Commission in Frankreich, Hamburg 1792.